# OTO M35型手榴弾

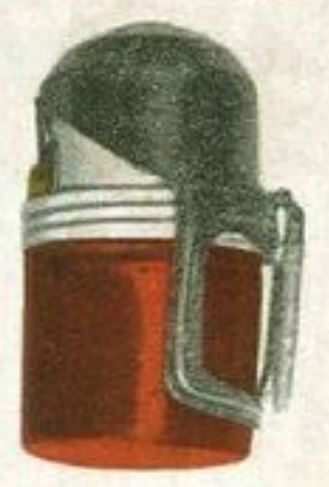
イタリア軍の野戦教範に記載されていた、OTO M35型手榴弾の画

OTO M35型手榴弾（OTO M35がたしゅりゅうだん）は、イタリアのオート・メラーラで開発された手榴弾である。
OTOはオート・メラーラ社の略称で、数字の35は1935年にイタリア軍で導入された事を示す。

## 概要
同時代の各国が手榴弾の発火方式に時限式信管を使用する中、イタリア軍は衝撃作動式信管を採用していた。OTO M35型の場合、その構造は以下の様なものであった。
- 弾体上部のケーシング（右図の白銀色部）には起爆用の鉛球と撃針が内蔵されている。
- 弾体下部のケーシング（同赤色部）には円柱状の炸薬カプセル（信管を含む）が挿入されている。
- 撃針は安全プレートで固定されている。
- 安全プレートは弾体上半分を覆うアルミ製のキャップカバー（同暗灰色部）に接続されており、キャップカバーは安全ピンで弾体に留められている。

というものである。安全ピンには使用時に抜きやすいように革（もしくはゴム引き）製のタブが付けられていた。
使用時の作動手順としては、
1. 安全ピンのタブを指もしくは歯で引き抜くと、キャップカバーと安全プレートの固定が解かれる。
2. 投擲するとキャップカバーが風圧を受け、安全プレートを引き抜きながら脱落し、撃針の固定が解かれる。
3. この状態で弾体に衝撃が加わると、ケーシングの内部で鉛球または炸薬カプセルが慣性で動き、押された撃針が信管を撃発、炸薬を起爆させる。
4. 鉛球は原形を保ったまま飛び散ると危険なため、起爆の衝撃で多数の鉛粒に分解する構造となっているが、副次的に限定的な破片効果を発揮する。

というものとなっていた。
しかし、キャップカバーが設計上の想定通りに外れず、安全プレートによる撃針の固定が解かれないことが多くあった。安全プレートが無事に外れても、衝撃作動式信管の構造上、固いものにぶつからなければ確実に撃発せず、北アフリカ戦線等砂地の多い場所では不発となる事例が少なからずあった。加えて不発となったものは、誤って蹴るなど衝撃を与えれば遅延信管でないため即爆発する恐れがある、言わば自然のブービートラップとなってしまい、爆発の威力よりもその厄介さが敵味方共に恐れられたという。
M35型はメーカー毎に三種類（OTO製、ブレダ製、S.R.C.M製）があり、それぞれ構造・撃発機構や外形寸法が異なったが、いずれも安全装置と信管の基本構造は同じであったため、動作が不確実で、更に製造上の不良品が多く質が安定していなかった。大型化されたOTO M42型でも同様の構造であった。味方に被害が及ぶことの多いこの手榴弾をイタリア軍将兵は次第に敬遠し、より安全性・信頼性の高いドイツ製手榴弾を使用することが多くなったとされる。外観からイギリス軍の将兵は「赤い悪魔」と呼んでいた。
1942年には、M35型の発展型であるOTO Mod. 42対戦車手榴弾が採用された。このM42型はM35型にガラス瓶を連結したもので、瓶には液体焼夷剤が詰められていた。敵車輌の装甲板を破壊するのではなく、引火した焼夷剤をエンジンなどの外気取り入れ口から吸い込ませることを目的としていた。

## 諸元
- 重量：150グラム
- 全長：96mm
- 直径：58mm
- 殺傷半径15m
- 炸薬量：36グラム